# Campeonato Mundial de Biatlón de 1967
El VIII Campeonato Mundial de Biatlón se celebró en la localidad de Altenberg (RDA) entre el 17 y el 19 de febrero de 1967 bajo la organización de la Unión Internacional de Biatlón (IBU) y la Federación de Biatlón de Alemania Democrática. 

## Resultados

### Masculino
| Evento                     | Oro                                                                | Plata                                                            | Bronce                                                                    |
| -------------------------- | ------------------------------------------------------------------ | ---------------------------------------------------------------- | ------------------------------------------------------------------------- |
| 20 km individual (17.02)   | Viktor Mamatov URSS 1:18:34,1                                      | Stanisław Szczepaniak · Polonia · 1:29:21,3                      | Jon Istad · Noruega · 1:30:03,7                                           |
| Relevos 4 × 7,5 km (19.02) | Noruega · Jon Istad · Ragnar Tveiten · Ola Wærhaug · Olav Jordet · | URSS Alexandr Tijonov Viktor Mamatov Rinat Safin Nikolai Puzanov | Suecia · Olov Petrusson · Tore Eriksson · Holmfrid Olsson · Sture Ohlin · |

## Medallero
| Núm. | País    | Oro | Plata | Bronce | Total |
| ---- | ------- | --- | ----- | ------ | ----- |
| 1    | URSS    | 1   | 1     | 0      | 2     |
| 2    | Noruega | 1   | 0     | 1      | 2     |
| 3    | Polonia | 0   | 1     | 0      | 1     |
| 4    | Suecia  | 0   | 0     | 1      | 1     |
|      | TOTAL   | 2   | 2     | 2      | 6     |